# پارک هوایی موریسون
پارک هوایی موریسون (به انگلیسی: Morrison Flight Park) یک فرودگاه همگانی بهره‌برداری هوایی است که یک باند فرود چمن دارد و طول باند آن ۳۷۳ متر است. این فرودگاه در کشور ایالات متحده آمریکا قرار دارد و در ارتفاع ۱۵۸ متری از سطح دریا واقع شده‌است.